# 雑民党
雑民党（ざつみんとう、1983年〈昭和58年〉? - 1995年〈平成7年〉?）は、昭和後期から平成初期にかけて活動した、日本の政治団体。東郷健によって創立された。官報の政治資金収支報告書によると、政治団体としては現存していない。なお、東郷は2012年（平成24年）4月1日に死去した。党の機関誌として、東郷が編集長を務め、株式会社噂の真相から発売されていた雑誌 「The Gay」が届けられていた。

## 党史

### 党結成まで
東郷健は自らが同性愛者であることを公表し、1971年（昭和46年）の第9回参院選に立候補。最初となった選挙戦の様子を週刊ポスト（1971年7月9日号）のインタビューで、運動員は3人、資金は借金であったと語っている。選挙戦では一貫して佐藤栄作首相の批判を続けた。以来、各種選挙に立候補を繰り返した。そして庶民の代表者だと訴え続けた。
彼は自らをデラシネ（déraciné、フランス語で根無し草の意味）と位置づけ、この言葉を雑民と訳したうえで、選挙では常に底辺から政治家・資本家の残酷さを暴こうとした。
1979年（昭和54年）8月24日、「雑民の会」を設立。お金のない弱い人は雑民であり、これはセックスでも言える。レズビアン、ゲイ、SMなどもまた差別されている。この雑民が互いに助け合って行くのが目的であるとした。
比例代表制の影響
1982年（昭和57年）8月18日、参議院選挙の全国区が比例代表区に変わることが決まり、無所属での立候補ができなくなった。そこで立候補するため「便宜上の政党」（制度上は確認団体）が多く結成されたが、雑民党もその一つであった。

### 結党から消滅へ
1983年（昭和58年）以来、参議院選挙に毎回、衆議院選挙には1993年（平成5年）の第40回総選挙に候補を立てたが、当選には遠く及ばなかった。また、政見放送は過激な内容で知られていたため、雑民党の政見放送はマニアックな人気があった。1990年（平成2年）の第39回衆議院議員総選挙では、東郷は太田竜率いる地球維新党から出馬した。
しかし、度重なる供託金の値上げは、毎回全額没収される雑民党には大きな負担となった。さらに、1995年（平成7年）の第17回参院選からは、従来5回まで無料だった新聞広告が、得票率1 %未満の確認団体からは実費を徴収するように制度が変えられた。もちろん雑民党は実費徴収の対象となり、この選挙を最後に選挙への擁立は行わなくなった。以降、実質的に自然消滅している。

## 選挙方法への影響
国会では議席獲得に遠く及ばず、直接の政治的影響はほとんど無かったと言える。ただし、同性愛者や障がい者などの社会的少数者の社会的進出のきっかけになったとの評価もある。
しかし、選挙方法においては、無視できない影響を残している。1983年（昭和58年）の第13回参院選では、政見放送での演説をNHKが差別用語と判断し、自治省に違法ではないと照会を得た上でこの部分の音声を削除した（政見放送削除事件）。東郷は削除を公職選挙法違反として訴えた。東京地裁で勝訴するも、東京高裁で逆転敗訴、最高裁は上告棄却し、原告敗訴が確定した。しかし、これ以降、政見放送での東郷の発言が消されることはなくなった。
もう一つは、1986年（昭和61年）の第14回参院選で、東京都選挙区に聴覚障害者の渡辺完一を擁立した。渡辺は障害のため喋れず、手話での会話しかできないことから、テレビでは字幕の、ラジオではアナウンサーの音声による手話通訳を要求した。しかし、自治省は「そのまま放送しなければならない」と指導した。その結果、NHKは手話通訳を拒否し、TBSもこれに倣った。渡辺はやむなく手話のみで政見放送を行った。テレビでは手話を理解できなければ内容が分からず、ラジオに至っては全く内容を理解できない（声は出るが、健常者並の発話ができないため）放送となった（いわゆる「無言の政見放送」）。
この事件の後、喋れない障害のある候補者の政見放送に、初めて手話通訳が認められるようになった。なお、通常の政見放送の手話への翻訳は、現在でも政党の任意に留まっている。また、衆議院比例区は、全国11ブロックに分かれていて設備が揃わない地方があるとの理由から手話通訳が認められなかったが、2009年（平成21年）の第45回衆院選から手話通訳が可能になった。

## 主な訴え
同性愛者をはじめ、死刑廃止論者、市民活動家、天皇制廃止論者、障害者団体出身者、アングラ演劇の俳優など反国家権力、反資本主義を主張する候補者を擁立していた。
東郷は同性愛者だったが、同性愛者の権利向上および生活に関する具体的な制度・政策に関する公約は少なく、同性愛者の権利向上に特化したいわゆるシングルイシュー政党ではない。党の活動において、政見放送をめぐって下節で触れる選挙方法への影響はあったものの、同性愛者に関わる政策への政治的影響力の行使には至らなかった。
体系化された公約は存在しないが、選挙公報・政見放送などを通じて選挙で訴えた内容は概ね以下の通りである。
- 訴え
  - オカマの東郷健が、せめて自らに恥ずかしくなく眠りたいと叫ぶ。
  - 東郷健には投票しなくても良いから自公民（自民・公明・民社）以外が推薦する候補に投票して欲しい。
  - 君の生のピストルで、自民党のカマを掘れ。
  - 君たちのスカッドミサイルで、諸悪の根源である池田大作のカマを掘って掘って掘りまくれ。
  - リクルート、売上税賛成政治家のカマを掘れ。
  - オカマのどこが悪い。愛は自由や。恥ずかしいのは人を愛することがでけへんということや。
  - 性表現を含めた表現の自由の擁護と、検閲の禁止。
  - PKO法は自衛隊の海外派兵を目的としたものであり、暴力団新法は全ての新左翼、反権力、市民に適用される恐れのある違憲立法であり、いずれも反対。
  - ユダヤ陰謀論を主張。太田龍の地球維新党の発足後は、候補者を互いに融通した。
  - 天皇制廃止。
  - 飲尿療法推奨。提唱者の中尾良一（元甲府市議会議員・元山梨県議会議員（自民党））は同党公認で立候補[要出典]。
- 政策
  - 土地の売買を20年禁止する。
  - 自動車の台数を50 %減にする（交通事故と渋滞の削減）。